# Acacia skleroxyla
Acacia skleroxyla là một loài thực vật có hoa trong họ Đậu. Loài này được Tussac miêu tả khoa học đầu tiên năm 1808.